# فرح ود تكتوك

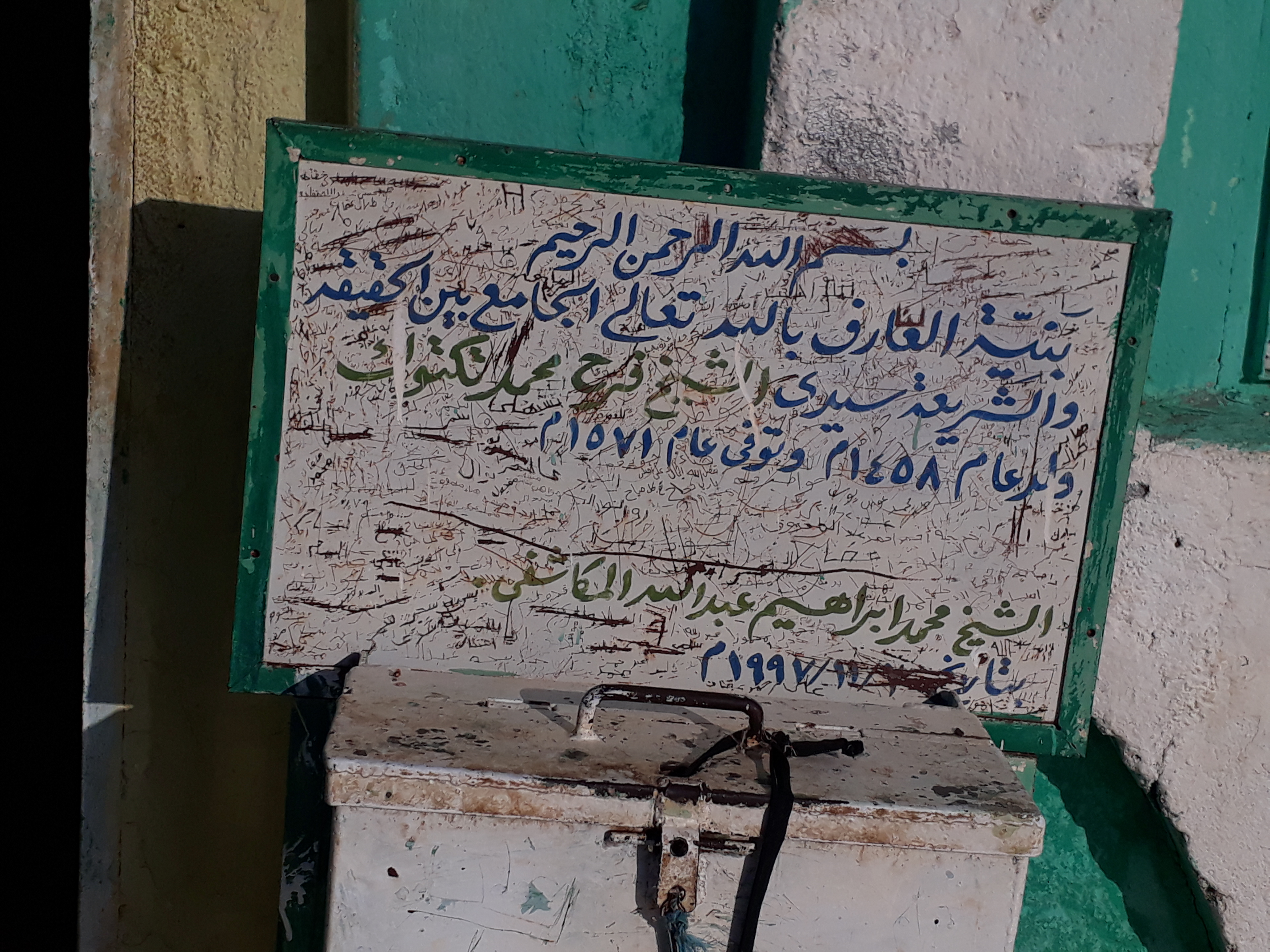
ضريح الشيخ فرح ود تكتوك

الشيخ فرح ود تكتوك هو فرح بن محمد بن عيسى بن قدور بن عبدل بن عبد الله بن محمد الأبطح ينتسب لقبيلة البطاحين فرع العبادله ولد وعاش في القرن السابع عشر
أو «السلطنة الزرقاء»
أو «دولة الفونج» في مدينة سنار بجنوب شرق السودان، اشتهر بالحكمة والفراسة والاقوال الخالدة، وغيرها ما يدلل نباهته وفطنته كما اشتهر بانه حلَال المشبوك، توفي ودفن الشيخ فرح بقرية ود تكتوك ريفي سنار حيث بني له ضريح وحيث يقيم أحفاده واقاربه من البطاحين القرية من بعده حيث لا تزال قائمة خلاوي القران ومسيد الضيفان. وتنسب إليه العديد من المآثر والحكم والفطن وسرعة البديهة والتواضع والزهد، يطلق عليه البعض اسم حكيم السودان.

## أشهر اقواله وحكمه
- (الصدق كان ماحلاك الكذب ما بحلك) وهي قصة تروى عن أحد الرجال استنجد بالشيخ هرباً من بعض الجنود الأتراك الذين كانوا خلفه، فأشار إليه الشيخ فرح بالدخول تحت اكوام القصب، وعندما حضر الجنود سألوه عن مكان الرجال فقال لهم: الرجل تحت القصب..! فلم يصدقه الجنود ظناً منهم انه يقوم بتضليلهم ليمنح الهارب فرصةً للابتعاد، فأسرعوا بعيداً فنجا الرجل وسأل الشيخ عن سبب فعل ذلك فأخبره ان لم ينجوا بالصدق فلن ينجوا بالكذب.
- (كُل ياكمى قبال فمى) وهي قصة تروى عن ان الشيخ دعى إلى وليمة في دار أحد الأعيان الأثرياء فلما وصل الدار منعه الحراس من الدخول لمظهره المتواضع، ظناً منهم انه متسولاً، فرجع الشيخ إلى داره واحسن لباسه وعاد ففتحت له الأبواب واحسنوا ضيافته، فلما حضر الطعام مد الشيخ طرف قميصه من اليد (الكم) وصاح: كل يا كمى... كل ياكمى، فسأله الناس فروى لهم القصة.
- (قصة تعليم البعير) وروى ان أحد ملوك الفونج راهن بعض جلسائه في قدرة الفقهاء والأولياء على تعليم البعير للكتابة والقراءة وطلب منهم جمع الفقهاء وإلزامهم بتصدى أحدهم لهذه المهمة، ولم يجد الناس حلاً غير اللجوء إلى الشيخ فرح الذي التزم بتعليم البعير خلال أربع سنوات، وتوعده الملك بالويل والثبور في حال إخفاقه لكنه اصر على قدرته على اتمام هذه المهمة المستحيلة، وبعد أيام زاره بعض الناس وسألوه عن الحل فرد عليهم قائلاً:تمضي هذه السنوات الاربع وينفذ القدر اما في الأمير، اما في الفقير، وأما في البعير وفسر لهم بأن ملكاً سقيم العقل مثل هذا لن يدوم أكثر من هذه المدة، وفعلاً هلك الملك وهلك البعير وبقى الفقيه.
- مقولة: خربانة ام بنايةً قش : روي ان أحد الشباب أراد أن يختبر صبر الشيخ فتربص به، وبينما الشيخ يشييد (راكوبة) وهي مجلس من الأخشاب والبروش (نوع من السجاد المحلي المصنوع من الأشجار) انتظره الشاب حتي انهي عمله ثم شرع في هدم ذلك البناء امام الشيخ، فلم يفعل الشيخ شيئاً له بل ساعده على الهدم، وردد المقولة قاصداً بذلك ان الدنيا كلها إلى خراب وزوال ولا تستحق الغضب، وتعد المقولة من اوسع الحكم انتشاراً في الثقافة السودانية.
- يا إيد البدري قومي بدري، إتوضي بدري، صلي بدري، أزرعي بدري، أحصدي بدري، شوفي كان تنقدري  .
- آخر الزمن الكلام بالخيوط والسّفر بالبيوت
- الدنيا كان جادت بي خيط عنكبوت تنقاد وإن عاكست تقطع سلاسل الحداد

## رواية
صدرت عن دار الثقافة بأمارة الشارقة عام 2018 رواية بعنوان (الشيخ فرح ودتكتوك حلّال المشبوك)  من تأليف د.عمر عبد العزيز، وهي رواية تحكي قصة حياة الشيخ فرح في أسلوب قصصي ممتع وتورد أهم محطات حياته وأقواله